# Phyllomedusa vaillantii
Phyllomedusa vaillantii és una espècie de granota que viu a Bolívia, el Brasil, Colòmbia, l'Equador, Guaiana Francesa, Guyana, el Perú, Surinam i Veneçuela.
Està amenaçada d'extinció per la pèrdua del seu hàbitat natural.